# Au jour le jour
Au jour le jour est un téléroman québécois en 29 épisodes de 25 minutes diffusé entre le 29 septembre 1980 et le 13 avril 1981 à Radio-Québec.

## Distribution
- Patricia Nolin : Catherine Brassard
- Gilbert Sicotte : Gilles Dubreuil
- Sylvia Gariépy : Geneviève Langlois
- Michel Labelle : Patrick Langlois
- Gisèle Schmidt : Lucille Brassard
- Jean Ricard : Frédéric Bernier
- Janine Sutto : Simone Dubreuil
- Yvon Dumont : Jérôme
- Louise Dufresne : Géraldine Brisson
- Hubert Loiselle : Paul Gauthier
- Madeleine Arsenault : Hélène
- Rolland Bédard : Mathieu
- Pierre Dupuis : Jean
- Jocelyn Bérubé : Patrice
- Johanne Fontaine : Julie
- Guy Thauvette : François
- Rita Lafontaine : Madeleine Simon
- Pierre Gobeil : Robert Simon
- Gisèle Mauricet : Marie
- Gisèle Trépanier : Véronique
- Gilbert Comtois : Comptable
- Madeleine Pageau : Locataire
- Mario Verdon : Locataire
- Francine Beaudoin : rôle inconnu
- Christian Bordeleau : rôle inconnu

## Fiche technique
- Scénarisation : Claude Brochu, Isabelle Doré, Joanne Arseneau, Raymond Cloutier, Michel Faure, Marie-Francine Hébert et Jean-Pierre Liccioni
- Réalisation : Marielle David et Pierrette Villemaire
- Assistant-réalisateur: Gilles Laplante
- Décorateur: Lajeunie
- Société de production : Radio-Québec